# 香啡缤
香啡缤（或简称“The Coffee Bean”、“Coffee Bean”）是一间总部位于美国加利福尼亚州洛杉矶市的咖啡连锁店，由国际咖啡茶叶有限责任公司控股经营。

## 历史
首家香啡缤店于1963年开始营业。现在已经发展为在22个国家拥有750家连锁店的跨国公司。在美国本土，香啡缤于旧金山、凤凰城、拉斯维加斯、檀香山、德克萨斯以及底特律都有分店。大部分分店开设于南加州，包括洛杉矶、圣地亚哥、圣巴巴拉等地。加州以外的许多分店都是采取特许经营的方式。除美国外，香啡缤还在澳大利亚、埃及、印度、印度尼西亚、以色列、马来西亚、墨西哥、卡塔尔、新加坡、菲律宾、韩国、科威特等国家开有分店。并且都开启免费的wifi，在南加州的香啡缤甚至附带超市。
2019年7月24日，快樂蜂斥資3.5億美元向私募公司Advent International收購香啡繽，截至2018年底，香啡繽在全球27個國家和地區開設1189間門店。其中783間門店位於亞洲，2018營業額3.13億美元，淨虧損0.21億美元，債務共計8356萬美元。